# Gobernación de Varsovia
La gobernación de Varsovia (en polaco: gubernia warszawska; en ruso: Варшавская губерния) fue una unidad administrativa (gubernia) del Zarato de Polonia.
Fue creada en 1844 a partir de las gobernaciones de Mazovia y de Kalisz, y tuvo su capital en Varsovia. En 1867 los territorios de la gobernación de Varsovia fueron divididos en tres: una gobernación de Varsovia más pequeña, la de Piotrków y la recreada gobernación de Kalisz.
Una pequeña reforma en 1893 aumentó el área de la gobernación de Varsovia con los territorios de las gobernaciones de Płock y Łomża.

## Subdivisiones administrativas
A principios del siglo XX, el gobierno de Varsovia estaba dividido en catorce uyezds: Błonie, Varsovia, Włocławek, Gostynin, Grójec, Kutno, Łowicz, Nieszawa, Nowomińsk, Płońsk, Pułtusk, Radzymin, Skierniewice y Sochaczew.

## Lengua
Por el censo imperial de 1897. En negrita se muestran las lenguas habladas por más personas que la lengua estatal.
| Lengua                                     | Número    | Porcentaje (%) | Hombres | Mujeres |
| ------------------------------------------ | --------- | -------------- | ------- | ------- |
| Polaco                                     | 1 420 436 | 73.52          | 687 210 | 733 226 |
| Yidis                                      | 317 169   | 16.41          | 154 603 | 162 566 |
| Ruso                                       | 87 850    | 4.54           | 13 551  | 1 586   |
| Alemán                                     | 77 160    | 3.99           | 37 984  | 39 176  |
| Ucraniano                                  | 15 930    | 0.82           | 15 623  | 307     |
| Rumano                                     | 2 299     | >0.01          | 2 293   | 6       |
| Letón                                      | 1 759     | >0.01          | 1 738   | 21      |
| Estonio                                    | 1 566     | >0.01          | 1 555   | 11      |
| Tártaro                                    | 1 473     | >0.01          | 1 437   | 36      |
| Bierlorruso                                | 1 343     | >0.01          | 1 234   | 109     |
| Otros                                      | 4 824     | 0.24           | 3 289   | 1 535   |
| Personas que no nombraron su lengua nativa | 54        | >0.01          | 33      | 21      |
| Total                                      | 1 931 867 | 100            | 977 948 | 953 919 |

## Notas y referencias

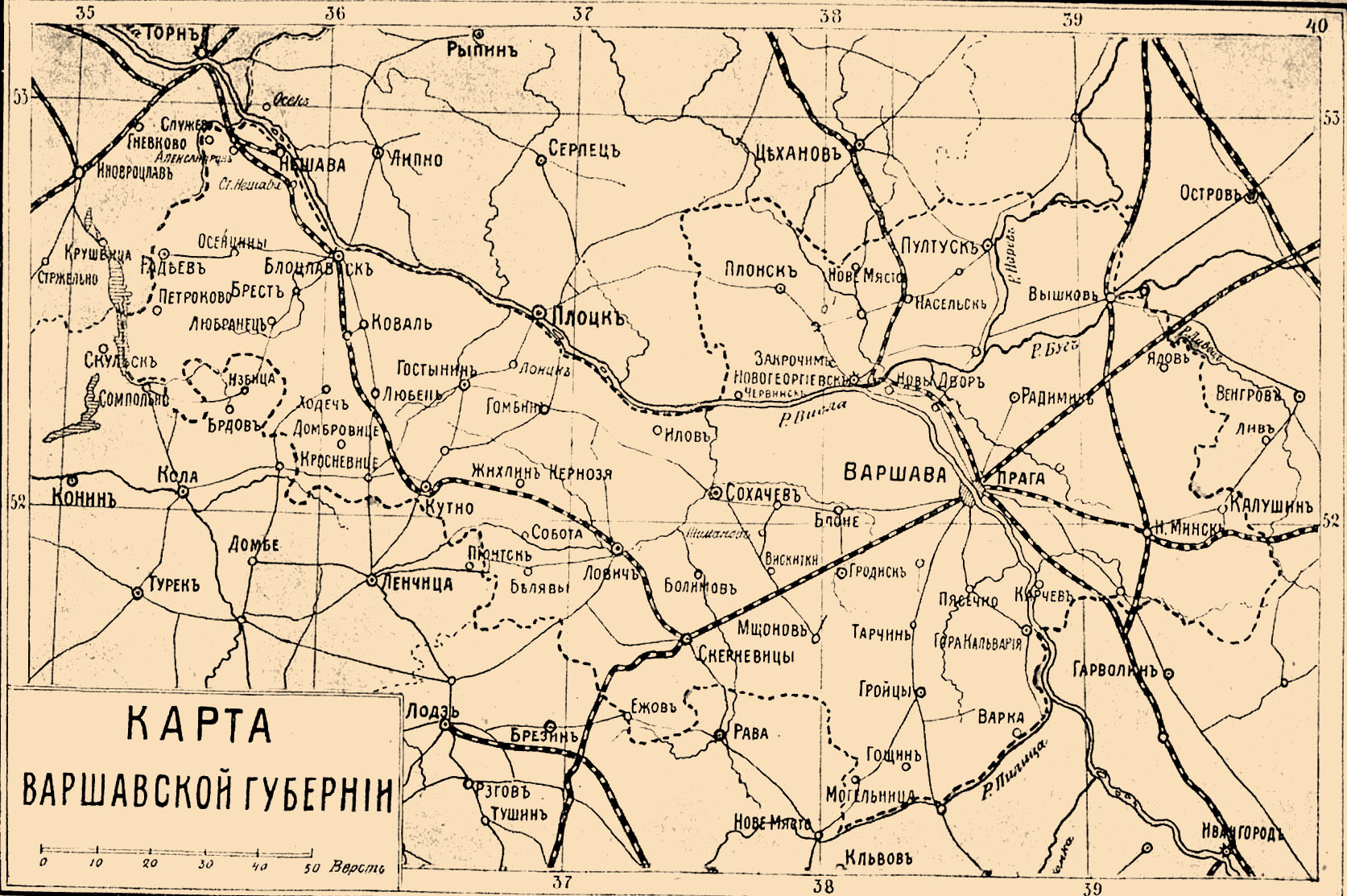
Mapa de la gubernia en 1906.